# Підлісне (Янтіковський район)
Підлі́сне (рос. Подлесное, чув. Вăрманхĕрри) — присілок у складі Янтіковського району Чувашії, Росія. Входить до складу Янтіковське сільського поселення.
Населення — 321 особа (2010; 378 у 2002).
Національний склад:
- росіяни — 99 %